# Tháng kính Đức Mẹ
Tháng Đức Mẹ (còn gọi là Tháng Hoa) để chỉ việc sùng kính Đức Maria được tổ chức ở các Giáo hội Công giáo trong tháng 5 mỗi năm. Maria được coi là "Nữ hoàng của tháng".
Nguồn gốc của Tháng Đức Mẹ bắt nguồn từ việc tôn kính Nữ thần mùa xuân. Vào những thế kỷ đầu khi tháng Năm về, những người Rôma tổ chức những ngày lễ tôn kính Hoa là Nữ thần mùa Xuân đánh dấu sự kết thúc một mùa đông dài. Các kitô hữu ban đầu đã thánh hóa tập tục trên và tổ chức những cuộc rước kiệu hoa và cầu nguyện cho mùa màng phong phú. Có nơi người ta tổ chức các cuộc "Rước xanh" bằng việc đi cắt các cành cây xanh tươi đang nở hoa, đưa về trang hoàng trong các nhà thờ và đặc biệt các bàn thờ dâng kính Đức Mẹ.
Đến thế kỷ 14, linh mục Henri Suzo dòng Đaminh, vào ngày đầu tháng 5, đã dâng lên Đức Mẹ những việc tôn kính đặc biệt và lấy hoa trang hoàng tượng Đức Mẹ. Thánh Philipe đệ Nêri đã tập họp các trẻ em lại chung quanh bàn thờ Đức Mẹ trong tháng này. Tới đầu thế kỷ 17, các nữ tu Dòng Phanxicô cũng thể hiện sự tôn sùng với Đức Mẹ. Từ ngày đó, tháng Đức Mẹ nhanh chóng lan rộng khắp các xứ đạo. Năm 1654, linh mục Nadasi dòng Tên xuất bản tập sách nhỏ kêu gọi tôn kính Đức Mẹ.
Giáo hoàng Piô XII, trong Thông điệp "Đấng Trung gian Thiên Chúa", cho "việc tôn kính Đức Mẹ trong tháng Năm là việc đạo đức được thêm vào nghi thức Phụng vụ, được Giáo hội công nhận và cổ võ". Giáo hoàng Phaolô VI, trong Thông điệp Tháng Năm, số 1 viết: "Tháng Năm là Tháng mà lòng đạo đức của giáo dân đã kính dâng cách riêng cho Đức Mẹ. Đó là dịp để "bày tỏ niềm tin và lòng kính mến mà người Công giáo khắp nơi trên thế giới có đối với Đức Mẹ Nữ Vương Thiên đàng. Trong tháng này, các Kitô hữu, cả ở trong thánh đường cũng như nơi tư gia, dâng lên Mẹ từ tấm lòng của họ những lời cầu nguyện và tôn kính sốt sắng và mến yêu cách đặc biệt. Trong tháng này, những ơn phúc của Thiên Chúa nhân từ cũng đổ tràn trên chúng ta từ ngai tòa rất dồi dào của Đức Mẹ" (Dictionary of Mary, Catholic book Pub. 1985, tr. 236).